# SALLY'S COFFEE
『SALLY’S COFFEE』（サリーズ コーヒー）は、朝日放送ラジオ（ABCラジオ）で放送しているトーク番組。朝日放送テレビアナウンサーの増田紗織がパーソナリティを務めており、タイトルの「SALLY」は、増田の名前（紗織＝サオリ）にちなんだ愛称（サリー）に由来している。

## 概要
カフェの店員に扮した増田が朝日放送ラジオの情報を伝えたり、お目覚めソングを流したり、フリートークを繰り広げていく。番組のPRを目的に同局限定で放送されるスポットCMでは、増田が番組の内容をカフェのメニューになぞらえて紹介している。
毎回、SNSでの反響によって増田が貰えるおやつの豪華さが変わる。
事前収録番組で、2020年3月8日までは、毎週日曜日の5:25 - 5:40に放送していた。同月15日・22日・29日には、放送開始時間を5:10に繰り上げたうえで、放送枠を30分に拡大。同月23日（月曜日）には、朝日放送ラジオにおける4月改編のポイントを紹介する目的で、18:53 - 19:00に特別版を放送した。
2020年4月4日からは、基本の放送枠を土曜日の21:30 - 22:00に移動したうえで、放送する内容の一部を変更した。ただし、毎月最終土曜日のみ、当番組を休止したうえで特別番組を編成。NPBシーズン中の当番組放送予定日に『ABCフレッシュアップベースボール』として阪神タイガースのナイトゲーム完全生中継を実施する場合（主に7 - 9月）には、中継カードの展開に応じて、放送枠の完全スライドか放送休止の措置を講じている。その一方で、4月12日から9月27日までは、『朝カフェ』と称して日曜日早朝の放送を復活させている（放送時間は5:10 - 5:25）。
2024年10月6日より、放送時間が日曜日の21:30 - 22:00に移動した。

## ゲスト
2019年
- 11月3日 - 柴田博（朝日放送テレビアナウンサー）[3]

2020年
- 7月25日 - 東留伽（朝日放送テレビアナウンサー）、大野雄一郎（朝日放送テレビアナウンサー）[4]